# Rouvres-Arbot
Ancienne commune de la Haute-Marne, la commune de Rouvres-Arbot a existé de 1972 à 1985. 
Elle a été créée en 1972 par la fusion des communes d'Arbot et de Rouvres-sur-Aube. En 1985 elle a été supprimée et les deux communes constituantes ont été rétablies.